# Mátay család

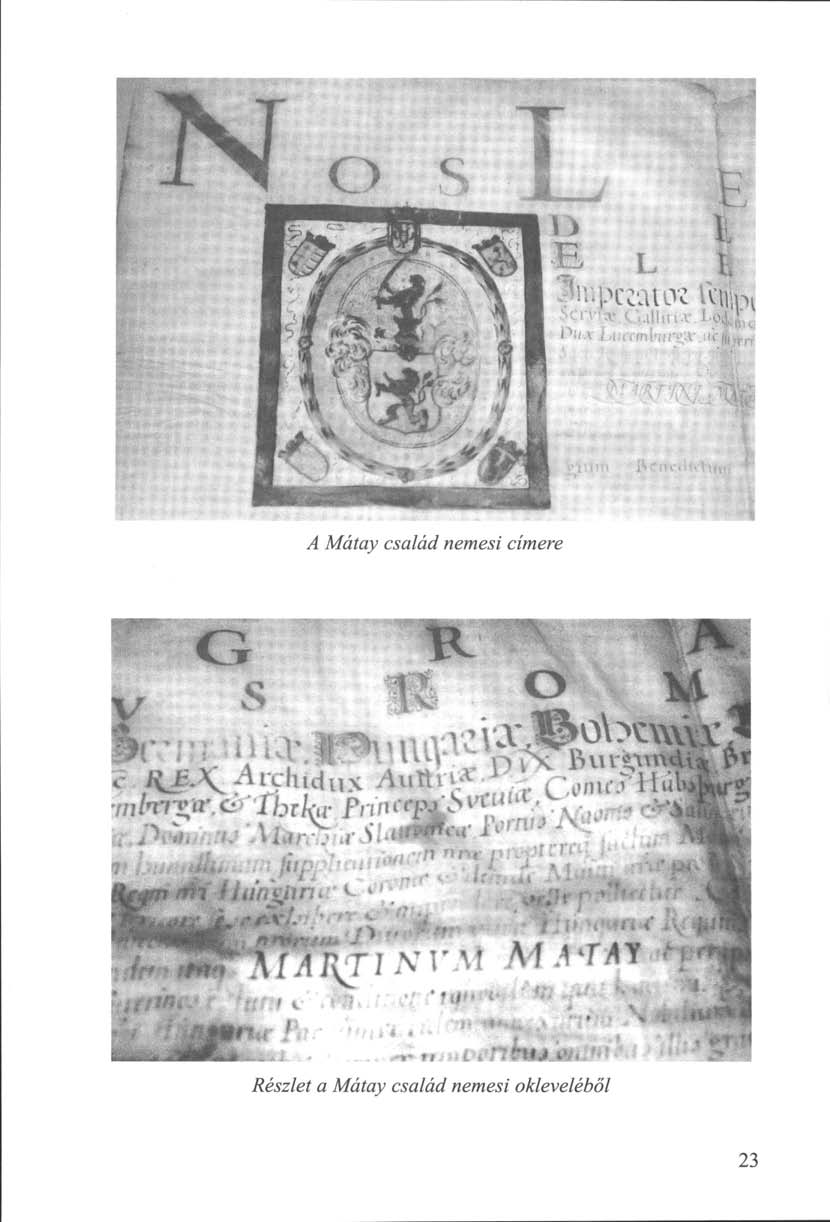
A Mátay család címere és részlet az oklevélből

A gutorföldi Mátay család egy Zala vármegyei nemesi származású család.

## A család története
Nemesi levelet Mátay János, György és Benedek nyert I. Lipót német-római császártól és magyar királytól 1691-ben.
Mátay Farkas, söjtöri földbirtokos 1670 körül lesz petrikeresztúri Patay Erzsébetnek, petrikeresztúri Patay István (fl. 1697–1724), földbirtokosnak és bánszegi Bán Erzsébet (1656–1736) lányának a férje. Felesége révén Mátay Farkas földhöz jutott Söjtörön, amely a petrikeresztúri Patay családból származott.
Gutorföldén először az 1696-os tizedösszeírás említi a Mátayakat: eszerint "Mátay István úr új kőházban lakik, 5 jobbágya van, szántóföldjei nagyon rosszak. Szántója 11 hold van, amely 19 pozsonyi mérő magot terem."
Mátay Mihály, földbirtokos felesége boldogfai Farkas Erzsébet (fl. 1733), boldogfai Farkas Péter (fl. 1699–1716), földbirtokos és egervölgyi Lamperth Mária lánya volt; Mátay Mihály a feleségén keresztül a boldogfai Farkas család vagyonából földhöz jutott.

## A család jelentősebb tagjai
- Mátay István (fl. 1697-1712) Zala vármegye esküdtje, majd az egerszegi járás alszolgabírája,[5] földbirtokos
- Mátay Mihály (1694k-1761) Zala vármegye esküdtje, földbirtokos
- Mátay Ignác ( ?-1788) Zala vármegye esküdtje, földbirtokos
- Mátay Mihály (1764-1820) Zala vármegye esküdtje, földbirtokos